# باريس-نيس 2011
باريس-نايس 2011 (بالإنجليزية: 2011 Paris–Nice)‏  هو سباق دراجات هوائية، وهو الموسم رقم 69 من نفس السباق، وأقيم خلال الفترة 6 مارس 2011، وحتى 13 مارس 2011، وامتدّ لمسافة 1305.5 كيلومتر، وهو أحد سباقات طواف العالم للدراجات 2011، وهو من نوع سباق المرحلة.
فاز فيه بالمركز الأول طوني مارتين، والفريق الفائز في ترتيب الفرق RadioShack.

## التصنيف العام النهائي
| التصنيف العام | التصنيف العام | التصنيف العام   | التصنيف العام | التصنيف العام  |        |
| الدراج        | الدراج        | البلد           | الفريق        | الوقت          | السرعة |
| ------------- | ------------- | --------------- | ------------- | -------------- | ------ |
| 1.            | طوني مارتين   | ألمانيا         | HTC-Highroad  | 34 س 03 د 37 ث |        |
| 2.            | أندرياس كلودن | ألمانيا         |               |                |        |
| 3.            | برادلي ويغينز | المملكة المتحدة | سكاي          | + 41 ث         |        |

## وصلات خارجية
- الموقع الرسمي